# Bádminton en los Juegos Olímpicos de París 2024
El torneo de bádminton en los Juegos Olímpicos de París 2024 se realizó en la Arena Porte de la Chapelle de París del 27 de julio al 5 de agosto de 2024.
En total se disputaron en este deporte cinco pruebas diferentes, dos masculinas (individual y dobles), dos femeninas (individual y dobles) y una mixta (dobles). El programa de competiciones se mantuvo como en la edición anterior.

## Clasificación
Participaron en total 172 deportistas (86 hombres y 86 mujeres) de diferentes comités olímpicos nacionales pertenecientes a la Federación Mundial de Bádminton.

## Calendario
| FG | Fase de grupos | ⅛ | Octavos de final | ¼ | Cuartos de final | ½ | Semifinales | F | Finales |

| Fecha→ Prueba ↓      | 27 Sáb | 28 Dom | 29 Lun | 30 Mar | 31 Mié | 01 Jue | 02 Vie | 03 Sáb | 04 Dom | 05 Lun |
| -------------------- | ------ | ------ | ------ | ------ | ------ | ------ | ------ | ------ | ------ | ------ |
| Individual masculino | FG     | FG     | FG     | FG     | FG     | ⅛      | ¼      |        | ½      | F      |
| Dobles Masculino     | FG     | FG     | FG     | FG     |        | ¼      | ½      |        | F      |        |
| Individual Femenino  | FG     | FG     | FG     | FG     | FG     | ⅛      |        | ¼      | ½      | F      |
| Dobles Femenino      | FG     | FG     | FG     | FG     |        | ¼      | ½      | F      |        |        |
| Dobles Mixto         | FG     | FG     | FG     |        | ¼      | ½      | F      |        |        |        |

## Medallistas

### Masculino
| Evento                   | Oro                                    | Plata                                                | Bronce                              |
| ------------------------ | -------------------------------------- | ---------------------------------------------------- | ----------------------------------- |
| Individual (5 de agosto) | Viktor Axelsen · Dinamarca             | Kunlavut Vitidsarn · Tailandia                       | Lee Zii Jia · Malasia               |
| Dobles (4 de agosto)     | Lee Yang · Wang Chi-Lin · China Taipéi | Liang Weikeng · Wang Chang · República Popular China | Aaron Chia · Soh Wooi Yik · Malasia |

### Femenino
| Evento                   | Oro                                                 | Plata                                             | Bronce                                 |
| ------------------------ | --------------------------------------------------- | ------------------------------------------------- | -------------------------------------- |
| Individual (5 de agosto) | An Se-Young · Corea del Sur                         | He Bingjiao · República Popular China             | Gregoria Mariska Tunjung · Indonesia   |
| Dobles (3 de agosto)     | Chen Qingchen · Jia Yifan · República Popular China | Liu Shengshu · Tan Ning · República Popular China | Nami Matsuyama · Chiharu Shida · Japón |

### Mixto
| Evento               | Oro                                                   | Plata                                     | Bronce                                  |
| -------------------- | ----------------------------------------------------- | ----------------------------------------- | --------------------------------------- |
| Dobles (2 de agosto) | Zheng Siwei · Huang Yaqiong · República Popular China | Kim Won-Ho · Jeong Na-Eun · Corea del Sur | Yuta Watanabe · Arisa Higashino · Japón |

## Medallero
| Núm. | País                    | Oro | Plata | Bronce | Total |
| ---- | ----------------------- | --- | ----- | ------ | ----- |
| 1    | República Popular China | 2   | 3     | 0      | 5     |
| 2    | Corea del Sur           | 1   | 1     | 0      | 2     |
| 3    | China Taipéi            | 1   | 0     | 0      | 1     |
| 3    | Dinamarca               | 1   | 0     | 0      | 1     |
| 5    | Tailandia               | 0   | 1     | 0      | 1     |
| 6    | Japón                   | 0   | 0     | 2      | 2     |
| 6    | Malasia                 | 0   | 0     | 2      | 2     |
| 8    | Indonesia               | 0   | 0     | 1      | 1     |
|      | TOTAL                   | 5   | 5     | 5      | 15    |